# Amphisbaenidae
Amphisbaenidae Gray, 1865 è una famiglia di rettili fossori, composto da quasi 180 specie riunite in 12 generi.

## Descrizione
Hanno aspetto vermiforme e sono prive di arti. Il corpo è ricoperto da squame anulari. Il cranio è rigido e compatto e viene utilizzato per perforare il terreno.

## Distribuzione e habitat
La maggior parte delle specie sono distribuite in Sudamerica e nell'Africa subsahariana.

## Tassonomia
La famiglia comprende i seguenti generi:
- Amphisbaena Linnaeus, 1758
- Ancylocranium Parker, 1942
- Baikia Gray, 1865
- Chirindia Boulenger, 1907
- Cynisca A.M.C. Duméril & Bibron, 1839
- Dalophia Gray, 1865
- Geocalamus Günther, 1880
- Leposternon Wagler, 1824
- Loveridgea Tornier, 1899
- Mesobaena Mertens, 1925
- Monopeltis A. Smith, 1848
- Zygaspis Cope, 1885